# Live aus Berlin (Peter-Fox-Album)
Live aus Berlin ist ein Live- und Videoalbum des Berliner Musikers Peter Fox, das er zusammen mit der US-amerikanischen Trommlergruppe Cold Steel aufnahm. Veröffentlicht wurde es am 27. November 2009 von der Plattenfirma Downbeat Records. Die DVD ist von der FSK ab sechs Jahren freigegeben.

## Inhalt
Auf dem Album sind Konzertmitschnitte von Peter Fox’ Auftritten vor 17.000 Zuschauern auf der Kindl-Bühne Wuhlheide in Berlin am 12. und 13. Juni 2009 enthalten, wobei er zusammen mit der Band Cold Steel auftrat. Die gespielten Lieder stammen größtenteils von seinem einzigen Soloalbum Stadtaffe, das im Jahr zuvor erschien, einzig der Song Zucker fehlt auf der CD, ist aber auf der DVD enthalten. Daneben sind auch die Songs Schwinger, Großhirn (Rmx) und Aufstehn enthalten, die Peter Fox gemeinsam mit seiner Gruppe Seeed veröffentlichte. Auf den Stücken She Moved In und Come Marry Me ist außerdem die Sängerin Miss Platnum vertreten.
Des Weiteren enthält die DVD u. a. Musikvideos der Lieder Alles neu, Haus am See, Schwarz zu blau und She Moved In.

## Produktion
Das Album wurde von Peter Fox in Zusammenarbeit mit dem Musikproduzent Sven Haeusler produziert.

## Covergestaltung
Das Albumcover zeigt einen Schimpansen, der einen schwarzen Anzug sowie Krawatte trägt und ein Mikrofon in der Hand hält. Im Hintergrund sieht man die Bühne und die Mitglieder von Cold Steel, die Trommel spielen. Oben im Bild befinden sich der weiße Schriftzug Peter Fox & Cold Steel sowie der Titel Live aus Berlin in Braun.

## Titellisten
| CD | DVD |
| --- | --- |
| 1. Die Affen steigen auf den Thron – 2:36 2. Lok auf 2 Beinen – 3:51 3. Der letzte Tag – 3:52 4. Stadtaffe – 4:38 5. Haus am See – 3:48 6. Kopf verloren – 3:35 7. Das zweite Gesicht – 3:50 8. Schwinger – 3:40 9. Ich Steine, du Steine – 4:37 10. Fieber – 3:51 11. Schüttel deinen Speck – 4:08 12. Großhirn (Rmx) – 3:49 13. Schwarz zu blau – 4:12 14. She Moved In (Miss Platnum) – 3:33 15. Come Marry Me (feat. Miss Platnum) – 2:37 16. Aufstehn – 3:30 17. Alles neu – 5:49 18. Dickes Ende – 3:27 | 1. Prolog – 8:34 2. Die Affen steigen auf den Thron – 4:00 3. Lok auf 2 Beinen – 3:51 4. Der letzte Tag – 4:30 5. Stadtaffe – 4:03 6. Haus am See – 3:20 7. Kopf verloren – 3:08 8. Das zweite Gesicht – 3:37 9. Tourlife – 4:38 10. Schwinger – 3:50 11. Ich Steine, du Steine – 2:51 12. Fieber – 2:26 13. Schüttel deinen Speck (Teil 1) – 1:17 14. Cold Steel in the House – 3:50 15. Schüttel deinen Speck (Teil 2) – 3:59 16. Großhirn (Rmx) – 5:53 17. Schwarz zu blau – 3:26 18. Berlin-Drumline – 2:36 19. She Moved In (Miss Platnum) – 3:22 20. Come Marry Me (feat. Miss Platnum) – 6:31 21. Aufstehn – 3:25 22. Alles neu – 3:11 23. Dickes Ende – 3:46 24. Epilog – 3:10 25. Alles neu (Video) – 4:33 26. Haus am See (Video) – 3:38 27. Schwarz zu blau (Video) – 3:34 28. She Moved In (Video) (Miss Platnum) – 4:02 29. Cold Steel in the House (Part 1) – 3:11 30. Cold Steel Goes Berlin (Part 2) – 6:55 31. Zucker – 3:05 32. Kopf verloren (Fan-Video Tobias Hild) – 3:00 33. Stadtaffe (Fan-Video Scott & Sina) – 3:40 34. Haus am See (Fan-Video Patrice Putz) – 2:07 |

## Rezeption

### Kritiken
| Professionelle Bewertungen | Professionelle Bewertungen |
| -------------------------- | -------------------------- |
| Kritiken                   |                            |
| Quelle                     | Bewertung                  |
| laut.de                    | [ 2 ]                      |

Die Internetseite laut.de gab dem Album vier von möglichen fünf Punkten:

„[Mit der] Drum-Formation Cold Steel aus den Staaten hat sich Fox […] ein Zuckerl an Land gezogen. Alleine die Choreografien der Jungs sind ein Spaß für sich. […] Musikalisch ist der Haufen, der da die Wuhlheide derbst rockt, ohnehin über jeden Zweifel erhaben. Eine neu arrangierte Version von ‚Dickes B‘ (hier: ‚Dickes Ende‘) beschließt einen Konzertmitschnitt, bei dem man gerne dabei gewesen wäre. Mit einem Teamplayer Peter Fox als Front-Turner ergibt das eine Mannschaft, die unter das Projekt ‚Stadtaffe‘ ein dickes und schönes letztes Ausrufezeichen setzt.“

### Chartplatzierungen
Live aus Berlin stieg am 11. Dezember 2009 auf Platz 2 in die deutschen Albumcharts ein und belegte in den folgenden Wochen die Ränge 6, 7 und 9. Insgesamt hielt sich der Tonträger mit zwei Unterbrechungen 42 Wochen in den Top 100. In Österreich wurde das Album in den Musik-DVD-Charts gelistet und erreichte dort Platz 1, während es in den Schweizer Albumcharts Rang 48 belegte. In den deutschen Jahrescharts 2010 belegte der Tonträger Rang 44.
CD
| ChartsChartplatzierungen | Höchstplatzierung | Wochen |
| ------------------------ | ----------------- | ------ |
| Deutschland (GfK)        | 2 (42 Wo.)        | 42     |
| Schweiz (IFPI)           | 48 (7 Wo.)        | 7      |

| ChartsJahrescharts (2010) | Platzierung |
| ------------------------- | ----------- |
| Deutschland (GfK)         | 44          |

DVD
| ChartsChartplatzierungen | Höchstplatzierung | Wochen |
| ------------------------ | ----------------- | ------ |
| Österreich (Ö3)          | 1 (21 Wo.)        | 21     |

### Auszeichnungen für Musikverkäufe
Für mehr als 200.000 verkaufte Exemplare erhielt die CD-Version von Live aus Berlin im Jahr 2014 in Deutschland eine Platin-Schallplatte. Die DVD-Version des Albums wurde ebenfalls über 200.000 Mal verkauft und somit bereits 2011 mit vierfach-Platin ausgezeichnet, damit zählt die DVD zu den meistverkauften Videoalben in Deutschland.
| Land/Region        | Auszeichnungen für Musikverkäufe (Land/Region, Auszeichnung, Verkäufe) | Verkäufe |
| ------------------ | ---------------------------------------------------------------------- | -------- |
| Deutschland (BVMI) | Platin                                                                 | 200.000  |
| Insgesamt          | 1× Platin ·                                                            | 200.000  |

| Land/Region        | Auszeichnungen für Musikverkäufe (Land/Region, Auszeichnung, Verkäufe) | Verkäufe |
| ------------------ | ---------------------------------------------------------------------- | -------- |
| Deutschland (BVMI) | 4× Platin                                                              | 200.000  |
| Österreich (IFPI)  | Gold                                                                   | 5.000    |
| Schweiz (IFPI)     | Platin                                                                 | 6.000    |
| Insgesamt          | × Gold · 4× Platin ·                                                   | 211.000  |